# Siketek Sportklubja
A Siketek Sport Klubja (SSC) a siket és nagyothalló sportolók magyarországi sportklubja. Jelenleg 12 szakosztálya és 140 sportolója van. Székhelye a Könyves Kálmán körút 28. alatti SINOSZ Sportcentrumban található.

## Története
Legelőször 1907-ben, a budapesti Siketek Intézetében ismerkedtek meg a labdarúgással, majd 1909-ben már szervezkedtek, és a Rezső térnél levő nagy mezőn kezdtek el focizni. Hivatalosan 1912. június 2-án alakult meg a klub Siketnéma Sport Club néven. Az SSC-nek kezdetben csak labdarúgócsapata volt, amely bekapcsolódott a Magyar Labdarúgó-szövetség, majd a Budapesti Labdarúgó Alszövetség által kiírt bajnokságba. Az egyesület első nemzetközi versenye az 1916. június 4-i Wiener TTF–SSC barátságos labdarúgó-mérkőzés volt Bécsben, 1:0-s eredménnyel az SSC javára, tehát ez volt az SSC első nemzetközi gólja. Azóta a legnagyobb futballsikert az 1969-es belgrádi siketlimpián érték el, ahol ezüstérmesek lettek, ennek a magyar válogatottnak 75%-át az SSC adta.

## Eredményeik
A labdarúgáson kívül asztaliteniszben, úszásban és vízilabdában több olimpiai, világbajnoki és Európa-bajnoki érmet szereztek az SSC műhelymunkából kikerült sportolók. Egyik legendás asztaliteniszezőjük, Weltner Györgyné (Ivánkay Mária, aki hétszer vett részt Siketlimpián 8 aranyat, 6 ezüstöt és 3 bronzot szerzett) az egyetlen siket, akit beválasztották a Nemzet Sportolói közé többek között Gyarmati Dezső, Albert Flórián társaságában, emellett Erzsébetváros díszpolgára is. Egy másik ifj. Löwenstein Pál, aki 8 világjátékon vett részt, ahol összesen 5 aranyat, 8 ezüstöt és 7 bronzérmet szerzett. Implon Aranka az 1969. évi belgrádi siketlimpián 4 számban (egyéni, páros, vegyespáros és csapat) állt asztalhoz és mind a 4 számot megnyerte. A négy évvel későbbi, 1973. évi malmö-i siketlimpián is hasonló eredményt ért el, ahol csak a vegyespárosban szerzett bronzot. Összesen 7 aranyat 2 ezüstöt és 2 bronzot szerzett. 1977. évi bukaresti siketlimpián pedig vegyespárosban bronzot szerzett.
Az 1928-as amszterdami siketlimpián Kraszner Vilma úszó szerezte a magyar siketek első olimpiai aranyát. Azóta többen is követték, akik szintén olimpiai érmeket szereztek és világcsúcsokat úsztak, például Aubel Gábor, Kollár László, Kun Mihály, Nagy Endre, Pelcz Károly és sokan mások. Kollár László úszásban és vízilabdában 1957–1977 között 6 világjátékon összesen 12 aranyat nyert. A magyar siketlimpiai csapatok mindig minden tagja SSC-tag volt, akik az 1957-es, 1961-es, 1965-ös, 1969-es, 1973-as, 1977-es, 1981-es, 1997-es, 2001-es és 2005-ös siketlimpiákon aranyat és sok ezüstérmet is szereztek. 2009-ben a tajvani, majd 2013-ban a szófiai siketlimpián újra érmeket szereztek.
| Siketlimpián szerzett érmek (1924–2013) |       |       |       |
| Sportág                                 | Arany | Ezüst | Bronz |
| Asztalitenisz                           | 18    | 19    | 17    |
| Atlétika                                | 4     | 0     | 1     |
| Cselgáncs                               | 0     | 0     | 2     |
| Labdarúgás                              | 0     | 2     | 0     |
| Lövészet                                | 3     | 0     | 0     |
| Tájfutás                                | 0     | 0     | 1     |
| Tenisz                                  | 1     | 0     | 1     |
| Úszás                                   | 16    | 22    | 13    |
| Vízilabda                               | 6     | 3     | 0     |
| Összesen                                | 48    | 46    | 35    |

## Külső hivatkozások
- Siketek Sport Klubja

## Lásd még
- Siketlimpia
- Siketség
- Nagyothallás
- Paralimpiai játékok
- Gestuno